# Älmtasjön (Augerums socken, Blekinge)
Älmtasjön är en sjö i Karlskrona kommun i Blekinge och ingår i Lyckebyåns huvudavrinningsområde. Sjön är 32 meter djup, har en yta på 0,419 kvadratkilometer och befinner sig 67,4 meter över havet. Sjön avvattnas av vattendraget Lillån. Vid provfiske har bland annat abborre, braxen, gädda och mört fångats i sjön.

## Delavrinningsområde
Älmtasjön ingår i det delavrinningsområde (623815-149834) som SMHI kallar för Utloppet av Älmtasjön. Medelhöjden är 76 meter över havet och ytan är 15,5 kvadratkilometer. Det finns inga avrinningsområden uppströms utan avrinningsområdet är högsta punkten. Lillån som avvattnar avrinningsområdet har biflödesordning 2, vilket innebär att vattnet flödar genom totalt 2 vattendrag innan det når havet efter 14 kilometer. Avrinningsområdet består mestadels av skog (66 %), öppen mark (12 %) och jordbruk (11 %). Avrinningsområdet har 0,77 kvadratkilometer vattenytor vilket ger det en sjöprocent på 5 %.

## Fisk
Vid provfiske har följande fisk fångats i sjön:
- Abborre
- Braxen
- Gädda
- Mört
- Sarv
- Sutare